# اسرائیلی‌ها
اسرائیلی‌ها (عبری: ישראלים) شهروندان یا مقیمان دائم اسرائیل، جامعه‌ای چندقومیتی کشور کثیرالمله است که موطن مردم با پیش زمینه‌های قومی متفاوت است. بزرگترین گروه‌های قومی در اسرائیل یهودیان اسرائیلی (۷۵٪),و پس از آن‌ها اعراب (۲۰٪) و دیگر اقلیت‌ها (۵٪) هستند. بیش از ۵۰٪ از جمعیت یهودی از تبار مزراحی ولو به‌طور جزئی هستند.
مهاجرت در مقیاس بالا در اواخر قرن نوزدهم و اوایل قرن بیستم از جوامع دور از وطن یهود در اروپا و خاورمیانه و اخیراً مهاجرت در مقیاس بالا از آفریقا، غرب آسیا، آمریکای شمالی، آمریکای جنوبی، کشورهای پساشوروی سابق و اتیوپی عناصر فرهنگی جدیدی با خود آورده و اثر شگرفی بر فرهنگ اسرائیل گذاشته‌اند.
اسرائیلی‌ها و اسرائیلی تباران در سراسر جهان زندگی می‌کنند. در آمریکا، روسیه و مسکو که بزرگترین جمعیت خارج از اسرائیل را دارد، هند، کانادا، اروپا و غیره. تخمین زده می‌شود ۱۰٪ جمعیت اسرائیل در خارج زندگی کنند.